# Yahoo! Messenger
Yahoo! Messenger (kratice su YIM, Yim i Y!M) je popularni oglašavački chat klijent za privatnu komunikaciju i slanje poruka osobi koja koristi mrežu priključenu na Yahoo!, bez obzira u kojoj državi svijeta se nalazi, no moguća je komunikacija i s više osoba. 
Uz Yahoo! Messenger neki koriste i Yahoo! Mail, pomoću kojeg se automatski može dobiti e-mail. Yahoo! Messenger kreirao je Yahoo!. Pomoću njega moguća je bilo kakva vrsta komunikacije, odnosno PC-PC, PC-mobitel i mobitel-PC server, a uključene su i opcije za datoteke za njihovo prenošenje i dijeljenje, audio prijevod zvučnih signala, chat (brbljaonica) u varijantnim kategorijama, odjel za slanje poruka itd. Najpopularnija metoda komuniciranja na Yahoo! Messenger je slanje istovremenih poruka, a u popisima korisnika moguće je dodati još nekoliko korisnika. Pored svakog korisnika upisanog u popisu "smajlijem" je obilježen njihov status, tj. je li osoba (ili korisnik) u to vrijeme aktivna, neaktivna i sl.
Yahoo! Messenger kreiran je pod svojim originalnim imenom Yahoo! Pager 3. ožujka 1998. godine. Yahoo! Messenger kao chat klijent može se instalirati na Windows i Mac računalo. 